# Øhavsstien

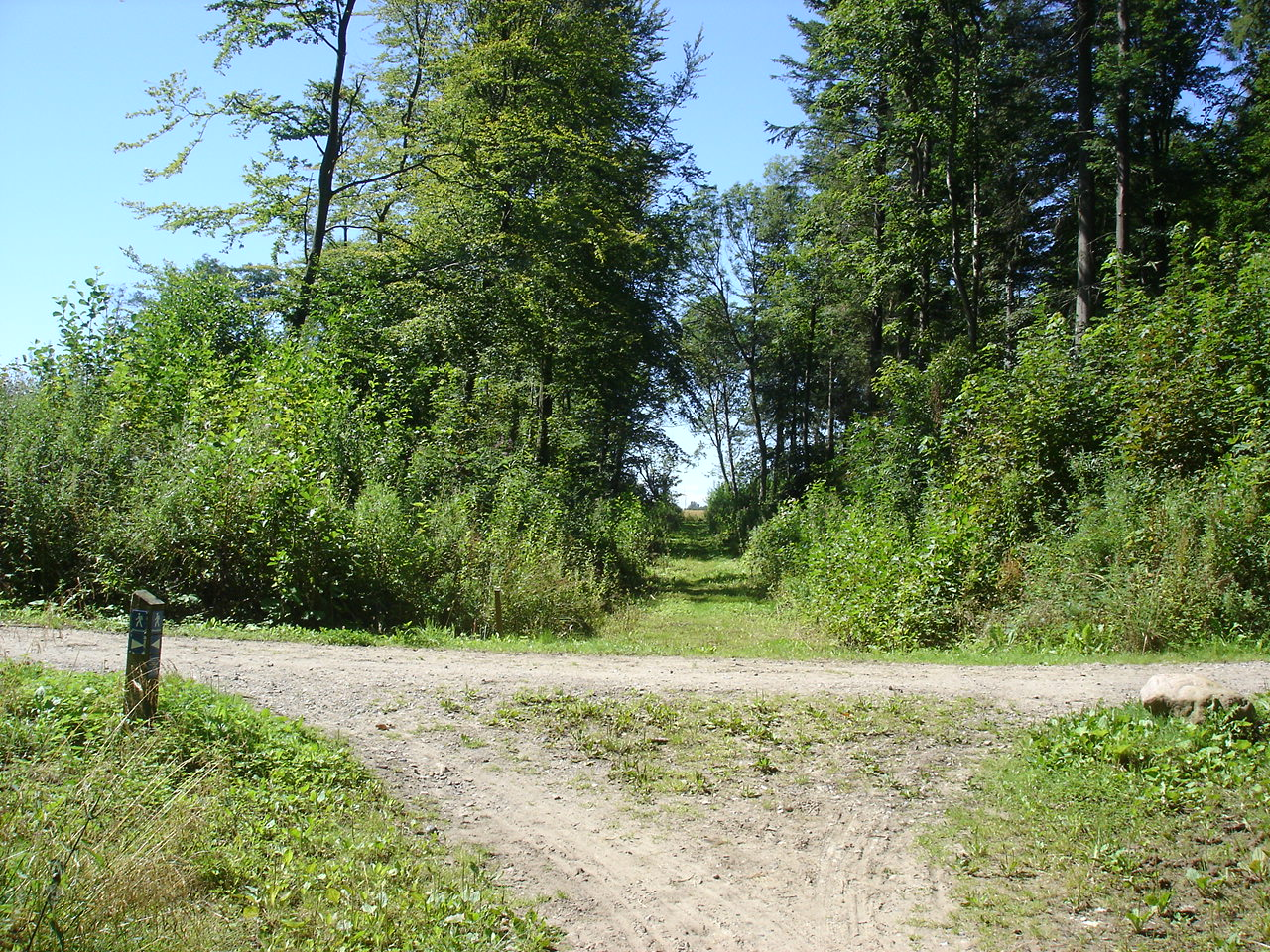
Øhavsstien

De Øhavsstien (Archipelpad) is een gemarkeerd langeafstandswandelpad in Denemarken. De route is 220 kilometer lang en doorkruist Funen, Tåsinge, Langeland en Ærø. Het blauw bewegwijzerde pad werd gecreëerd in 2008.
De route bestaat uit zeven etappes:
- Faldsled - Faaborg - Fjællebroen (39 km)
- Fjællebroen - Egebjerg Bakker - Svendborg (30 km)
- Svendborg - Broholm - Lundeborg (30 km)
- Svendborg - Tåsinge - Rudkøbing (20 km)
- Lohals - Tranekær - Stengade Strand (29 km)
- Stengade Strand - Rudkøbing - Henninge Nor (26 km)
- Marstal - Ærøskøbing - Søby (36 km)